# Natalja Grigorjewna Uschkina
Natalja Grigorjewna Uschkina (russisch Наталья Григорьевна Ушкина, englisch Natalia Ushkina; * 7. September 1996 in Potma, Rajon Subowa Poljana, Republik Mordwinien) ist eine russische Biathletin, die seit 2021 international für Rumänien startet. Sie ist mehrfache russische Meisterin und war vor allem als Juniorin erfolgreich.

## Sportliche Laufbahn
Natalja Uschkina trat bei den Biathlon-Juniorenweltmeisterschaften 2015 in Minsk erstmals international in Erscheinung und gewann mit der Jugendstaffel um Jelisaweta Kaplina und Kristina Reszowa sogleich die Silbermedaille. Die Auftritte für ihr Geburtsland beschränkten sich in den Folgejahren auf Juniorenwettkämpfe, so gewann die Russin Anfang 2016 in der Lenzerheide ein Einzelrennen im damals neu geschaffenen IBU-Junior-Cup. Ein weiteres Podest auf dieser Ebene ließ sie im Januar 2017 folgen, bevor sie mit den Sommerbiathlonweltmeisterschaften desselben Jahres ihre letzten internationalen Rennen für Russland lief und dort im Verfolgungsrennen der Junioren die Goldmedaille gewann.
Nachdem Uschkina 2021 mit jeweils zwei Gold- und Silbermedaillen erfolgreichste Athletin bei den russischen Meisterschaften wurde und trotzdem nicht in den A-Kader berufen wurde, beantragte sie aufgrund besserer internationaler Möglichkeiten die rumänische Staatsbürgerschaft und startet seit Sommer des gleichen Jahres neben dem ebenfalls nach Rumänien gewechselten Dmitri Schamajew für den dortigen Biathlonverband. Ihre ersten Wettkämpfe für das osteuropäische Land bestritt sie bei den Sommerbiathlon-Weltmeisterschaften 2021, bevor sie im Winter nach drei IBU-Cup-Rennen sofort in die Weltcupmannschaft aufgenommen wurde. In Le Grand-Bornand erreichte Uschkina daraufhin trotz zweier Schießfehler ihren ersten Verfolger, in welchem sie als 36. erstmals Weltcuppunkte einfuhr. Nach dem Jahreswechsel lief die Rumänin im Sprint von Ruhpolding auf Rang 26 und ließ in der Laufzeit unter anderem Stina Nilsson und Lena Häcki hinter sich. Auch in Antholz gab es Weltcuppunkte, sodass Uschkina, wie bei ihrem Nationenwechsel erhofft, für die Olympischen Spiele 2022 in Peking nominiert wurde und dort 56. und 71. in den Einzelrennen wurde. Bei den nacholympischen Bewerben in Otepää verpasste Uschkina mit Dmitri Schamajew die zweite Top-10-Platzierung in einer Mixedstaffel in der rumänischen Geschichte um 0,3 Sekunden, im Winter 2022/23 gewann sie keinen Ranglistenpunkt und konnte auch bei EM und WM nicht überzeugen. In den zwei Folgesaisons bestritt Uschkina aufgrund ihrer Schwangerschaft und Mutterzeit keine Wettkämpfe auf internationalem Niveau.

## Persönliches
Uschkina ist seit September 2023 Mutter eines Sohnes.

## Statistiken

### Weltcupplatzierungen
Die Tabelle zeigt alle Platzierungen (je nach Austragungsjahr einschließlich Olympische Spiele und Weltmeisterschaften).
- 1.–3. Platz: Anzahl der Podiumsplatzierungen
- Top 10: Anzahl der Platzierungen unter den ersten zehn (einschließlich Podium)
- Punkteränge: Anzahl der Platzierungen innerhalb der Punkteränge (einschließlich Podium und Top 10)
- Starts: Anzahl gelaufener Rennen in der jeweiligen Disziplin
- Staffel: inklusive Mixed- und Single-Mixed-Staffeln

| Platzierung               | Einzel | Sprint | Verfolgung | Massenstart | Staffel | Gesamt |
| ------------------------- | ------ | ------ | ---------- | ----------- | ------- | ------ |
| 1. Platz                  |        |        |            |             |         |        |
| 2. Platz                  |        |        |            |             |         |        |
| 3. Platz                  |        |        |            |             |         |        |
| Top 10                    |        |        |            |             |         |        |
| Punkteränge               | 1      | 1      | 1          |             | 10      | 13     |
| Starts                    | 2      | 11     | 5          |             | 11      | 29     |
| Stand: Saisonende 2022/23 |        |        |            |             |         |        |

### Weltcupwertungen
Ergebnisse bei Weltcups (Disziplinen- und Gesamtweltcup) gemäß Punktesystem.
| Saison  | Einzel | Einzel | Sprint | Sprint | Verfolgung | Verfolgung | Massenstart | Massenstart | Gesamt | Gesamt |
| Saison  | Platz  | Punkte | Platz  | Punkte | Platz      | Punkte     | Platz       | Punkte      | Platz  | Punkte |
| ------- | ------ | ------ | ------ | ------ | ---------- | ---------- | ----------- | ----------- | ------ | ------ |
| 2021/22 | 56.    | 8      | 73.    | 15     | 78.        | 5          | –           | –           | 76.    | 28     |

### Olympische Winterspiele
Ergebnisse bei Olympischen Winterspielen:
|                                        | Einzelwettbewerbe | Einzelwettbewerbe | Einzelwettbewerbe | Einzelwettbewerbe | Staffelwettbewerbe | Staffelwettbewerbe |
| Einzel                                 | Sprint            | Verfolgung        | Massenstart       | Damenstaffel      | Mixedstaffel       |                    |
| -------------------------------------- | ----------------- | ----------------- | ----------------- | ----------------- | ------------------ | ------------------ |
| Olympische Winterspiele 2022 \| Peking | 56.               | 71.               | –                 | –                 | –                  | –                  |

### Biathlon-Weltmeisterschaften
Ergebnisse bei den Weltmeisterschaften:
| Weltmeisterschaften | Weltmeisterschaften | Einzelwettbewerbe | Einzelwettbewerbe | Einzelwettbewerbe | Einzelwettbewerbe | Staffelwettbewerbe | Staffelwettbewerbe | Staffelwettbewerbe |
| Jahr                | Ort                 | Einzel            | Sprint            | Verfolgung        | Massenstart       | Damenstaffel       | Mixedstaffel       | S.-M.-Staffel      |
| ------------------- | ------------------- | ----------------- | ----------------- | ----------------- | ----------------- | ------------------ | ------------------ | ------------------ |
| 2023                | Oberhof             | DNS               | 79.               | –                 | –                 | –                  | –                  | –                  |

### Jugend-/Juniorenweltmeisterschaften
Uschkina nahm 2015 an den Jugend- und 2016 an den Juniorenwettkämpfen teil.
| Weltmeisterschaften | Weltmeisterschaften | Einzelwettbewerbe | Einzelwettbewerbe | Einzelwettbewerbe | Damenstaffel |
| Jahr                | Ort                 | Einzel            | Sprint            | Verfolgung        | Damenstaffel |
| ------------------- | ------------------- | ----------------- | ----------------- | ----------------- | ------------ |
| 2015                | Minsk               | 11.               | 24.               | 11.               | 2.           |
| 2016                | Cheile Grădiștei    | 25.               | 18.               | 7.                | 8.           |

### Junior-Cup-Siege
| Nr. | Datum        | Ort         | Disziplin |
| --- | ------------ | ----------- | --------- |
| 1.  | 9. Jan. 2016 | Lenzerheide | Einzel    |